# Powiersze
Powiersze (niem. Powarschen) – wieś w Polsce położona w województwie warmińsko-mazurskim, w powiecie bartoszyckim, w gminie Górowo Iławeckie. W latach 1975–1998 miejscowość administracyjnie należała do województwa olsztyńskiego.
W 1889 roku wieś stanowiła majątek ziemski, który wraz z folwarkami Gruszyny, Kurek i Swalmy zajmował powierzchnię 646 ha. W 1939 r. we wsi mieszkało 115 osób.
W 1983 r. w osadzie znajdowały się dwa domy mieszkalne, w których zameldowanych było 47 osób. W tym czasie nie było tu indywidualnych gospodarstw rolnych.